# Per Gustaf Berg

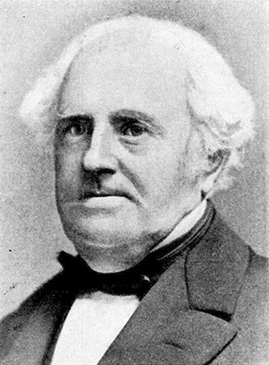
Per Gustaf Berg, etwa 1880

Per Gustaf Berg (* 5. Januar 1805 in Uppsala; † 14. Juli 1889 in Stockholm) war ein schwedischer Verleger.

## Leben
Ab 1821 war Berg Student an der Universität Uppsala. Von 1828 bis 1842 war er Buchhändler in Stockholm und anschließend von 1843 bis 1874 Buchdrucker und Verleger. 1875 gründete Berg zusammen mit C. H. Fahlstedt den Verlag Bokförlagsbyrån.

## Werke
In seinem Verlag erschienen mehr als 500 Bücher, unter ihnen die erste Enzyklopädie in schwedischer Sprache das Svenskt konversations-lexikon in vier Bänden in der Zeit von 1845 bis 1852.
Weiterhin sind erschienen:
- Anteckningar om svenska qvinnor, 1864–1866
- Svenska ordnar, sällskaper och föreningar m. m., 1873
- Svenska minnen på utländska orter, 1874